# فینال جام اتحادیه فوتبال انگلستان ۱۹۸۸
فینال جام اتحادیه فوتبال انگلستان ۱۹۸۸، رقابت پایانی جام اتحادیه فوتبال انگلستان در سال ۱۹۸۸ میلادی است که مابین دو تیم باشگاه فوتبال لوتن تاون و باشگاه فوتبال آرسنال در ورزشگاه ومبلی لندن برگزار شده‌است.
این مسابقه که در تاریخ ۲۴ آوریل ۱۹۸۸ انجام شده‌است با نتیجه ۳ بر ۲ به سود تیم باشگاه فوتبال لوتن تاون به پایان رسید.